# منتخب فرنسا لكرة الطائرة
منتخب فرنسا لكرة الطائرة هو ممثل فرنسا الرسمي في رياضة كرة الطائرة.